# 51구역 (영화)
《51구역》(영어: 51 혹은 After Dark Originals: Area 51 또는 Area 51)은 2011년 공개된 미국의 공포 영화이다. 2011년 2월 26일 Syfy에서 첫 방영되었으며, 대한민국에서는 2011년 12월 1일 극장 개봉하였다. 

## 줄거리
미국 정부는 대중과 정치권의 압력으로 인해 샘 휘터커 등 유명 방송인과 촬영 인원들을 극비 시설인 51구역에 들이게 된다.
같은 시각, 구속구를 채우면 협조를 하지 않는 외계인 0번 환자(Patient Zero)는 피부에 침투하는 진정제 성분 가스를 맞던 중 기회를 틈타 접촉한 타인의 형상으로 변화하는 카멜레온 능력을 이용해 탈출한다.
0번 환자는 잔인하게 해부된 동족들의 영상과 사체를 보고 비관해 군인들과 주인공 일행을 살해한다. 블로그 “더 팩트 존”(The Fact Zone)을 운영하는 클레어 펠론은 한 온화한 외계인의 조력으로 살아남아 생방송으로 인터뷰를 하며 진실을 알린다.

## 출연진
- 브루스 복스라이트너 - 마틴 대령 역
- 레이철 마이너 - 해나 병장 역
- 버네사 브랜치 - 클레어 펠론 역
- 제이슨 런던 - 에런 슈매커 역
- 존 셰이 - 샘 휘터커 역
- 빌리 슬로터 - 헤이븐 박사 역

## 시청 등급
- 대한민국: 청소년관람불가
- 미국: R

## 기타 정보
- 수입사: (주) 소나무픽쳐스